# Volksfest
 (août 2020).
Si vous disposez d'ouvrages ou d'articles de référence ou si vous connaissez des sites web de qualité traitant du thème abordé ici, merci de compléter l'article en donnant les références utiles à sa vérifiabilité et en les liant à la section « Notes et références ».
Un Volksfest (prononcé : [ˈfɔlks.fɛst]  ; « festival populaire » en allemand) est un événement important en Allemagne qui combine généralement un festival de la bière ou du vin et une fête foraine itinérante.    
Les attractions peuvent inclure des manèges, des jeux de hasard et d'adresse et des vendeurs de nourriture et de marchandises diverses. 
Lorsqu'il y a un festival de la bière, il est courant de monter une ou plusieurs tentes à bière (Festzelte), généralement parrainées par une brasserie, et d'aménager des jardins à bière où il est possible de commander des plats traditionnels et d'essayer la Festbier (bière spécialement brassée pour la saison). Une grande tente à bière comprendra des centaines de bancs en bois pouvant accueillir des milliers de personnes et offrira de la musique en direct, étant un endroit préféré des clients pour passer la soirée. L'Oktoberfest est le plus grand Volksfest du monde et se déroule chaque année à Munich. 

## Durée et lieu
Il y a au moins un Volksfest dans de nombreuses grandes villes d'Allemagne chaque année, d'une durée d'une à trois semaines chacune. Dans certaines villes, il y en a deux ou plus par an. Un Volkfest est par nature locale, fréquenté principalement par des personnes originaires de la ville hôte et des environs, mais il peut également attirer des touristes internationaux. Sindelfingen est la seule ville à avoir abandonné son Volksfest. 
Un Volksfest a lieu presque à la même date chaque année. Un certain nombre d'entre eux ont une longue tradition et comportent une variété d'événements comme des défilés en costumes historiques ou des compétitions de tir traditionnelles. L'un des plus anciens Volksfests d'Allemagne est le Lullusfest de Bad Hersfeld. Un Volksfest a généralement lieu dans un endroit spécial. Certains de ces sites sont bien connus tels que le Cannstatter Wasen à Stuttgart et Theresienwiese à Munich ; cependant, certains événements du Volksfest ont lieu en partie dans les rues des villes. 
Le Volkfest étant de nature temporaire, la plupart des attractions mécaniques, des jeux et des tentes à bière sont assemblés dans les semaines ou les mois précédant le début du festival et démontés une fois qu'il est terminé.

## Événements connus
- Augsburger Plärrer à Augsbourg

Principaux Volksfest en Allemagne.

- Bad Kreuznacher Jahrmarkt à Bad Kreuznach
- Barthelmarkt à Oberstimm près d'Ingolstadt
- Baumblütenfest à Werder
- Bergkirchweih à Erlangen
- Biberacher Schützenfest à Biberach an der Riss
- Cannstatter Volksfest, Stuttgart
- Gäubodenvolksfest à Straubing
- Gillamoos à Abensberg
- Hamburger Dom à Hambourg
- Semaine de Kiel à Kiel
- Kinderzeche à Dinkelsbühl
- Kramermarkt à Oldenburg
- Maschseefest à Hanovre
- Oktoberfest, Munich - Le plus grand festival de la bière au monde
- Oktoberfest Hannover - Le deuxième plus grand festival de la bière dans le monde
- Rutenfest à Ravensburg
- Schützenfest à Hanovre - la plus grande fête foraine du club de tir au monde
- Wurstmarkt, Bad Dürkheim